# Anchalay
Anchalay es un caserío peruano ubicado en el distrito de Jililí, perteneciente a la provincia de Ayabaca del departamento de Piura, al norte del Perú. 

## Ubicación
Anchalay se ubica al norte de la provincia de Ayabaca, en el distrito de Jililí, en el departamento de Piura. Se ubica cerca a la frontera ecuatoriana-peruana.

## Demografía
En 2017 Anchalay tenía una población de 174 habitantes.
| Gráfica de evolución demográfica de Anchalay entre 1993 y 2017 |
|                                                                |
| Fuentes: Población 1993 y 2017                                 |